# Ženska vaterpolska reprezentacija SAD-a
Ženska vaterpolska reprezentacija SAD-a predstavlja Sjedinjene Američke Države u športu vaterpolu.

## Nastupi na velikim natjecanjima

### Olimpijske igre
- 2000.:  srebro
- 2004.:  bronca
- 2008.:  srebro
- 2012.:  zlato
- 2016.:  zlato
- 2020.:  zlato

### Svjetska prvenstva
- 1986.:  bronca
- 1991.:  bronca
- 1994.: 4. mjesto
- 1998.: 8. mjesto
- 2001.: 4. mjesto
- 2003.:  zlato
- 2005.:  srebro
- 2007.:  zlato
- 2009.:  zlato
- 2011.: 6. mjesto
- 2013.: 5. mjesto
- 2015.:  zlato
- 2017.:  zlato
- 2019.:  zlato